# Dipterocarpus megacarpus
Dipterocarpus megacarpus — вид вечнозелёных тропических деревьев из рода Диптерокарпус семейства Диптерокарповые.
Был впервые научно описан Мадани в 1993 году. Dipterocarpus megacarpus распространён в Малайзии. Произрастает исключительно в северной части острова Калимантан (Борнео) (штаты Сабах и Саравак).